# Мишель, Ава
Ава Мишель Кота (англ. Ava Michelle Cota;род. 10 апреля 2002, Фентон, Айова) — американская актриса, танцовщица, певица и модель. Она наиболее известна своей ролью персонажа Джоди Крейман, а именно в комедиях Netflix « Высокая девушка» и «Высокая девушка 2». Она регулярно появлялась в третьем-седьмом сезонах Dance Moms, а также ненадолго была членом команды Select Ensemble в четвёртом сезоне.

## Биография
Кота родилась и выросла в Фентоне, штат Мичиган. Она посещала Академию бродвейских танцев JC, которая принадлежала и управлялась её матерью Жанетт, но окончательно закрылась в году. Мишель была приглашённой танцовщицей в «Select Team» ALDC в 4 сезоне «Мамы танца».
Мишель обучалась современным танцам, балету, пуантам, джазу и чечётке. Она также является моделью и дебютировала на подиуме Недели моды в Нью-Йорке в 2017 году. В 2018 году она запустила кампанию #13Reasons4Me в социальных сетях, которая призывает людей, которые случайно наткнулись на этот хэштег, перечислить 13 вещей, которые они любят в себе или в своей жизни.
Кота появилась в 2013 году в телесериале "Мамы в танце" и была постоянным участником шоу ещё 4 года. Позже она гастролировала по США с другими звёздами из Dance Moms 2018 году. В 2016 году она была в первом эпизоде сериала «Так ты думаешь, что умеешь танцевать: Следующее поколение», хотя в конце концов её вырезали из-за её роста.
В 2018 году она снялась в нескольких короткометражных фильмах и появилась в двух эпизодах сериала "Смелые и красивые". Её первая крупная роль в актёрском мастерстве пришлась на главную роль в фильме Netflix «Высокая девушка», который впервые был показан 13 сентября 2019 года. Мишель начала сниматься в продолжении фильма Netflix «Высокая девушка» в апреле года.
| Год  | Заголовок           | Роль               | Примечания     |
| ---- | ------------------- | ------------------ | -------------- |
| 2018 | Это я               | Оливия Ньютон-Джон | Короткий фильм |
| 2018 | Mamma Mia!          | Анна               | Короткий фильм |
| 2018 | Рождественский ужин | София Бейли        |                |
| 2019 | Высокая девушка     | Джоди Крейман      |                |
| 2022 | Высокая девушка 2   | Джоди Крейман      |                |

| Год           | Заголовок                                                   | Роль              | Примечания     |
| ------------- | ----------------------------------------------------------- | ----------------- | -------------- |
| 2014—2017 гг. | Танцевальные мамы                                           | Саму себя         | 18 серий       |
| 2016          | Итак, вы думаете, что умеете танцевать: следующее поколение | Саму себя         | 1 серия        |
| 2018          | Смелые и красивые                                           | модель Форрестера | 2 серии        |
| 2020          | Зомби 2: Коллаборация                                       | Зомби             | Короткое видео |